# Broadjam
Broadjam.com este un portal on-line ce promovează mai mult de 70.000 de muzicieni din întreaga lume. Principiul său este unul relativ simplu: orice muzician care nu dorește să coopereze cu vreo casă de producție își construiește o pagină web proprie în cadrul portalului și apoi își afișează acolo creațiile: videoclipuri, piese muzicale în format audio sau proiectele muzicale în forma "demo". Broadjam mediază apoi legăturile între muzicieni și alți muzicieni sau producători, organizatori de concerte, posturi de radio, posturi tv, ducând la creșterea notorietății internaționale a tuturor celor menționați mai devreme.